# ليندن كاميرون
ليندن كاميرون (بالإنجليزية: Linden Cameron)‏ هو فلاح أسترالي، ولد في 17 مارس 1918 في Warracknabeal ‏ في أستراليا، وتوفي في 19 مارس 1986 في Dunkeld, Victoria ‏ في أستراليا بسبب نوبة قلبية.